# Karl-Heinz Helbling
Karl-Heinz Helbling (ur. 20 października 1956 w Wagen – zm. 30 września 1978 w Zurychu) – szwajcarski kolarz przełajowy i torowy, brązowy medalista przełajowych mistrzostw świata.

## Kariera
Największy sukces w karierze Karl-Heinz Helbling osiągnął w 1978 roku, kiedy zdobył brązowy medal w kategorii amatorów podczas przełajowych mistrzostw świata w Amorebieta. W zawodach tych wyprzedzili go jedynie Belg Roland Liboton oraz kolejny Szwajcar, Gilles Blaser. Był też jedenasty w tej samej kategorii na rozgrywanych rok wcześniej mistrzostwach świata w Hanowerze. Startował także w kolarstwie torowym, zdobywając brązowy medal mistrzostw kraju w wyścigu ze startu zatrzymanego w 1978 roku. Nigdy nie wystąpił na igrzyskach olimpijskich. Zmarł w 1978 roku.